# Сюкеево
Сюке́ево (тат. Сөйки) — село в Камско-Устьинском районе Татарстана, административный центр Сюкеевского сельского поселения, основан в 1720 году.

## Расположение
Расположено на реке Мордовская между Тетюшскими и Сюкеевыми горами, в 4 км от берега Куйбышевского водохранилища, в 18 км к юго-западу от пгт Камское Устье и в 11 км к юго-западу от пгт Куйбышевский Затон. Через село проходит автодорога Камское Устье — Тетюши.
В селе находятся средняя школа, полеводство, молочное скотоводство. Известно кирпичными, плотницкими промыслами, добычей и обработкой известняка (19 век), поблизости месторождения гипса, серы, битума. Недалеко от села располагались Сюкеевские пещеры.

## История
В дореволюционных источниках упоминается также как Кокеево. Известно с 1646 г. как татарская деревня. В 1720-е гг. здешние земли были выкуплены у служилых татар Сюкевых Казанским архиерейским домом и заселены русскими крестьянами (в 1764 г. были переведены в разряд экономических, позднее - государственных крестьян).
Жители занимались земледелием, садоводством, свиноводством, разведением лошадей на продажу, маслобойным, мукомольным, кузнечным, кирпичным, красильным, плотничным, овчинным и шерстобитным промыслами, добычей и обработкой известняка, торговлей.
В начале 20 века в селе Сюкеево располагалось волостное правление, функционировали Троицкая церковь (построена в 1813 г., памятник архитектуры), старообрядческая молельня, земская школа (была открыта в 1866 г.), алебастровый завод, 23 ветряные мельницы, 4 кузницы, 4 шерстобойни, 3 маслобойни, 4 овчинных заведения, 2 красильни, 5 чайных, 2 пивные, 1 казённая винная, 2 мануфактурно-бакалейные и 14 мелочных лавок, пароходная пристань, базар по четвергам. В этот период земельный надел сельской общины составлял 6020 десятин.
До 1920 г. село являлось центром Сюкеевской волости Тетюшского уезда Казанской губернии. С 1920 г. в составе Тетюшского, с 1927 г. - Буинского кантонов Татарской АССР. С 10.08.1930 г. в Камско-Устьинском, с 01.02.1963 г. в Тетюшском, с 12.01.1965 г. в Камско-Устьинском районах.
В июле 2011 года село часто упоминалось в средствах массовой информации в связи с крушением теплохода «Булгария» на Куйбышевском водохранилище.

## Население
В 1989 году — 792 чел. (русские), в 1997 году — 750 чел., в 2010 — 654 чел.